# Бриона
Бриона (итал. Briona) је насеље у Италији у округу Новара, региону Пијемонт.
Према процени из 2011. у насељу је живело 1018 становника. Насеље се налази на надморској висини од 201 м.

## Становништво
| 1931. | 1936. | 1951. | 1961. | 1971. | 1981. | 1991. | 2001. | 2011. |
| ----- | ----- | ----- | ----- | ----- | ----- | ----- | ----- | ----- |
| 1.264 | 1.319 | 1.499 | 1.524 | 1.368 | 1.246 | 1.117 | 1.133 | 1.234 |